# Spilosmylus fraternus
Spilosmylus fraternus är en insektsart som först beskrevs av Banks 1931.  Spilosmylus fraternus ingår i släktet Spilosmylus och familjen vattenrovsländor. Inga underarter finns listade i Catalogue of Life.